# (3495) Colchagua
(3495) Colchagua (1981 NU) – planetoida z grupy pasa głównego asteroid okrążająca Słońce w ciągu 5 lat i 282 dni w średniej odległości 3,22 j.a. Została odkryta 2 lipca 1981 roku.